# بام جهان

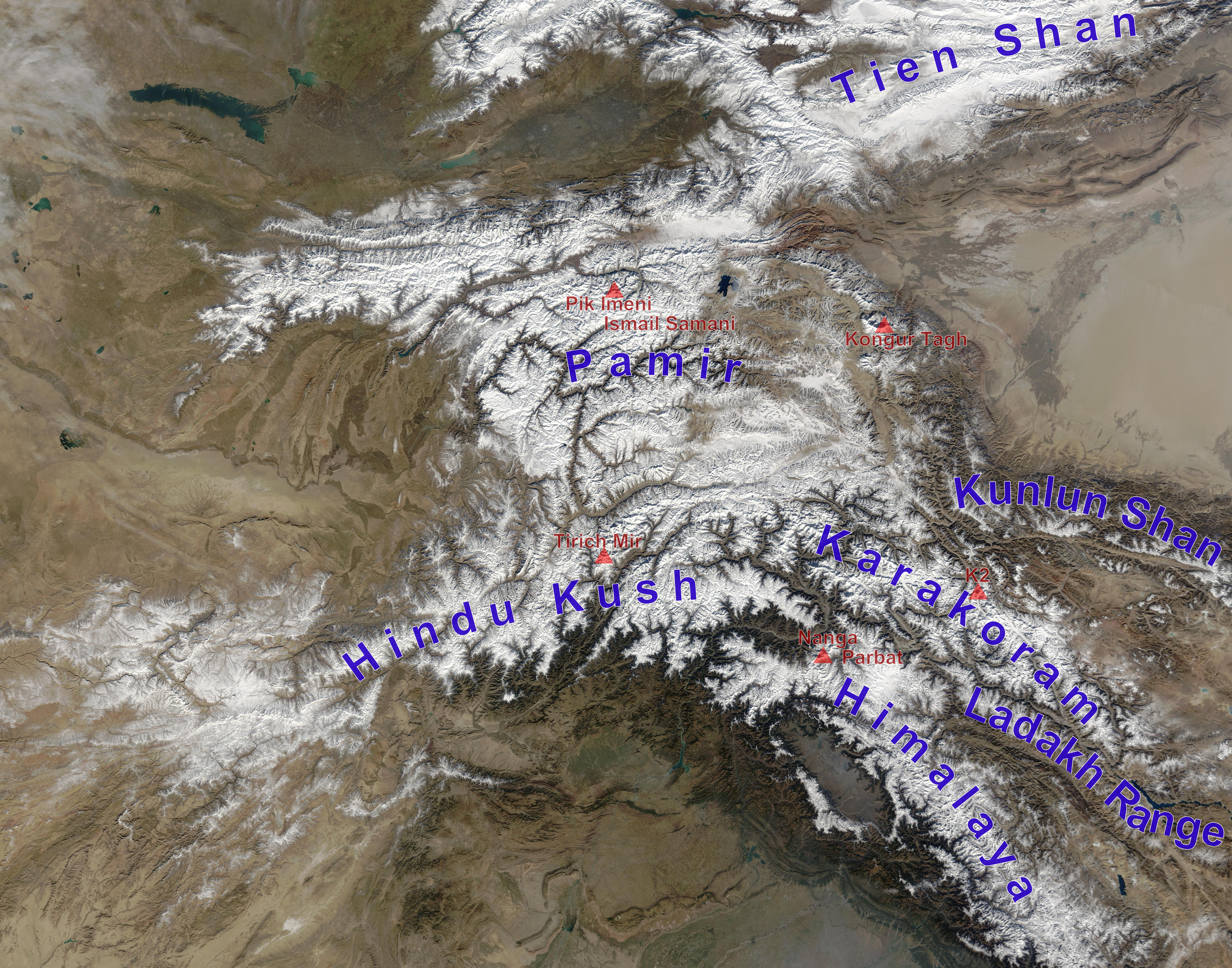
جایی که بلندترین کوهستان‌های جهان به هم می‌رسند

بام جهان توصیف استعاری برای منطقه بالا بلند جهان است که با نام «آسیای بلند» هم شناخته می‌شود. این واژه معمولاً برای یادکرد منطقه کوهستانی درونی قاره آسیا، هیمالیا بکار گرفته می‌شود.

## نامگذاری
این واژه همچنین برای نامیدن بخش‌های این منطقه نیز بکار گرفته می‌شود.
- تبت
- هیمالیا
- پامیر
- اورست